# Jack Trbosjek
Jack Trbosjek ili Jack Rasparač (eng. Jack the Ripper) pseudonim je nadjeven serijskom ubojici koji je svoje žrtve ubijao i masakrirao u drugoj polovici 1888. Ime je došlo iz pisma što ga je Središnjoj novinskoj agenciji (eng. Central News Agency) poslala osoba koja je tvrdila da je ubojica, a objavljeno je u vrijeme ubojstava. Iako su predložene mnoge teorije, identitet Jacka Trbosjeka vjerojatno nikad neće biti otkriven. Nerazjašnjeno je ostalo i radi li se o jednoj osobi ili više njih.
Legende koje obavijaju Trbosjekova ubojstva postale su kombinacija autentičnih povijesnih istraživanja, teorija urote i folklora. Izostanak potvrde identiteta ubojice omogućio je raznim književnicima, povjesničarima i detektivima amaterima – takozvanim ripperolozima – da upiru prstom u mnoge kandidate. Novine, koje su u to doba sve prisutnije, podarile su raširenu i trajnu čuvenost ubojici zbog okrutnosti ubojstava i nesposobnosti policije da uhvati počinitelja, koji je znao pobjeći i neposredno prije uhićenja.
Žrtve su bile žene koje su se bavile prostitucijom. Tipična Trbosjekova ubojstva događala su se na javnim ili polujavnim mjestima: ubojica bi žrtvama prerezao grkljan, a onda bi ih sakatio. Danas prevladava mišljenje da su žrtve prvo zadavljene da bi bile ušutkane. Zbog prirode rana na nekim Trbosjekovim žrtvama, kojima su odstranjeni i organi, misli se da je Jack Trbosjek bio liječnik, kirurg ili mesar.

## Žrtve
Broj i imena žrtava Jacka Trbosjeka tema su mnogih diskusija, no možda najtočniji popis (nazvan „kanonska petorka”) jest onaj koji sadrži sljedećih 5 prostitutki (ili navodnih prositutki, u slučaju Catherine Eddowes):
- Mary Ann Nichols (djevojačko prezime: Walker, nadimak »Polly«), rođena 26. kolovoza 1845., a ubijena u petak 31. kolovoza 1888.
- Annie Chapman (djevojačko prezime: Smith, nadimak »Dark Annie«, punim imenom Eliza Ann), rođena u rujnu 1841., a ubijena u subotu 8. rujna 1888.
- Elizabeth Stride (djevojačko prezime: Gustafsdotter, nadimak »Long Liz«), rođena u Švedskoj 27. studenog 1843., a ubijena u nedjelju 30. rujna 1888.
- Catherine Eddowes (koristila se pseudonimom »Kate Conway« i »Mary Ann Kelly«, po svojim dvama muževima Thomasu Conwayu i Johnu Kellyu), rođena 14. travnja 1842., a ubijena u nedjelju 30. rujna 1888.
- Mary Jane Kelly (sama se nazivala »Marie Jeanette Kelly« nakon puta u Pariz, nadimak »Ginger«), rođena je ili u gradu Limerick ili u istoimenoj pokrajini (Munster, Irska) oko 1863., a ubijena u petak 9. studenog 1888.

Autentičnost ovog popisa nije sasvim sigurna, jer se temelji na mišljenjima raznih autora, koja pak svoje izvorište imaju u privatnim bilješkama iz 1894. što ih je vodio tadašnji član kriminalističkog odjela Metropolitanske policije Sir Melville Macnaghten. Ti su dokumenti objavljeni tek 1959. Macnaghtenove bilješke iznose samo njegovo vlastito mišljenje i ne moraju se podudarati s mišljenjima drugih inspektora kao što je Frederick Abberline. Macnaghten se pridružio policiji tek godinu poslije umorstava, i njegov je memorandum imao mnogo činjeničnih grešaka kad je riječ o mogućim osumnjičenima za ubojstva. Zato su neki ripperolozi skloni skidanju jednog ili više imena s popisa „kanonske petorke” – pogotovo Elizabeth Stride (nije imala nikakvih drugih sakaćenja osim prerezanog grkljana, i kako kaže svjedok Israel Schwartz, napadnuta je javno) i/ili Mary Jane Kelly (koja je bila mnogo mlađa od ostalih, a ubijena je u zatvorenom prostoru, i znakovi sakaćenja bili su mnogo teži nego kod drugih žrtava). Neki vole i proširiti popis tako da dodaju Marthu Tabram i druge kao navodne žrtve Jacka Trbosjeka. Sukladno tome, neki znanstvenici misle da su ubojstva djela više ubojica (a ne samo jedne osobe) koji su djelovali neovisno jedan od drugoga.
Osim Strideove (čije je ubojstvo najvjerojatnije prekinuto) sakaćenja na tijelu bila su iz ubojstva u ubojstvo sve teža. Nicholsovoj i Strideovoj nije odstranjen nijedan organ, dok je Chapmanovoj odstranjena maternica, a Eddowsovoj je uz maternicu odstranjen i bubreg te je zadobila ozbiljne znakove sakaćanja na licu. S mjesta ubojstva Mary Jane Kelly nedostajalo je samo srce, no mnogi su njezini organi odstranjeni i razbacani po mjestu umorstva.
Pet kanonskih umorstava dogodilo se uglavnom u kasnoj noći, uglavnom prije i tijekom vikenda, na osamljenim mjestima gdje su ljudi imali slobodan pristup, te na dane koji su označivali ili kraj mjeseca ili kraj tjedna ili nešto slično. No ipak, svaki je slučaj odstupao od te teorije na svoj način. Unatoč tim razlikama, Eddowsova je jedina žrtva ubijena u središtu Londona (poznatijem kao City of London), iako je mjesto ubojstva bilo na granici centra i metropole. Nicholsova je jedina ubijena na otvorenome, premda je to bilo na mračnom i napuštenom mjestu. Mnogi misle da je Chapmanova ubijena nakon što je sunce izašlo, no policija u to vrijeme nije dijelila isto mišljenje.
Veliki problem bilo je identificiranje žrtava. Zbog mnogih nasilnih napada na žene u to doba, teško se utvrđivalo je li žrtva Trbosjekova ili nije. Mnogi stručnjaci misle da su karakteristike Trbosjekovih ubojstava sljedeće:
- duboki prorezi grla,
- snažna sakaćenja abdominalnih i genitalnih prostora,
- odstranjivanje unutarnjih organa,
- snažna sakaćenja lica.

### Moguće žrtve
Žrtve koje su bile izložene sličnim napadima/ubojstvima zahtijevaju moguće proširenje popisa žrtava, no one su uglavnom jako slabo dokumentirane. To su:
- »Vila Fay« (nadimak koji je dan nepoznatoj žrtvi) – prema izvještaju nađenoj 26. prosinca 1887., ubijenoj „udarcem kolca u trbuh”. Govorilo se da je »Vila Fay« samo kreacija medija koja je nastala zbog zbunjujućih izjava što su ih dale Emma Elizabeth Smith (vidi dolje) i njezina prijetaljica Martha Tabram (vidi dolje), poslije i same žrtve, koje su u intervjuu nakon ubojstva rekle da je »Vila Fay« ubijena prošlog Božića. Ime »Vila Fay« pojavljuje se tek nekoliko godina nakon ubojstva, a najvjerojatnije je uzeto iz popularne pjesme Polly Wolly Doodle. Danas ne postoje informacije o tome je li »Vila Fay« postojala ili ne; a Centar za obiteljske evidencije iz Clerkenwella u Londonu nema nikakvih informacija o osobi imena »Fay« (ili sličnog) ubijenoj u tom razdoblju.
- Annie Millwood – rođena oko 1850. (navodno), po izvještaju napadnuta 25. veljače 1888. i potom hospitalizirana zbog „brojnih uboda u noge i donje dijelove tijela”. Puštena je iz bolnice, no preminula je, navodno zbog prirodnih uzroka, 31. ožujka 1888.
- Ada Wilson – po izvještaju napadnuta 28. ožujka 1888. s dva uboda u vrat, preživjela napad.
- Emma Elizabeth Smith – rođena oko 1843. (navodno). Napadnuta je 3. travnja 1888. tako što joj je tupi predmet gurnut u vaginu čime joj je oštećena međica. Preživjela je napad i uspjela unatoč ozljedama doći do svoje kuće. Prijatelji su je odveli u bolnicu gdje je policiji rekla da su je napala 2 ili 3 muškarca, od kojih je jedan bio tinejdžerske dobi. Pala je u komu i preminula 5. travnja 1888.
- Martha Tabram – (ime katkad krivo napisano kao Martha Tabran; koristila se pseudonimom Emma Turner; djevojačko prezime bilo joj je White) rođena 10. svibnja 1849., ubijena 7. kolovoza 1888. Nađena je s ukupno 39 rana od uboda. Od nekanonskih Whitechapelskih ubojstava, Tabramova se od svih navedenih žrtava smatra kao 6. moguća žrtva Jacka Trbosjeka, zbog evidentnog nedostatka jasnog motiva, zemljopisnog i periodičkog proksimiteta kanonskih napada i očite brutalnosti napada. Jedini razlog zašto je Tabramovu teško uvrstiti među žrtve Jacka Trbosjeka jest drugačiji modus operandi (ubodi, a ne rezanje grla), no sada je prihvaćeno da se ubojičin modus operandi može mijenjati, čak i dramatično.
- »Whitehallski misterij« - pojam koji se rabi za događaj kada je u podrumu novog središta Metropolitanske policije nađen bezglavi torzo mrtve žene. Događaj se zbio 2. listopada 1888. Ruka koja je pripadala žrtvi, nedugo prije ubojstva viđena je kako pluta u Temzi u blizini Pimlica. U blizini torza nađena je i zakopana noga koja je također bila njezina. Ostali udovi i glava nikad nisu pronađeni, a tijelo nikad nije identificirano.
- Annie Farmer – rođena 1848., po izvještaju napadnuta 21. studenog 1888. Unatoč reza na grlu uspjela je preživjeti. Rana je bila površna i najvjerojatnije uzrokovana tupim nožem. Policija je vjerovala da si je ona sama napravila ranu te je istraga prekinuta.
- Rose Mylett (pravo ime najvjerojatnije Catherine Mylett, no poznata i kao Catherine Millett, Elizabeth »Drunken (hrv. pijana) Lizzie« Davis, »Fair« Alice Downey ili jednostavnije samo »Fair Clara«) – rođena 1862., a umrla 20. prosinca 1888. Po izvještaju zadavljena je „užetom snažno povučenim oko vrata”, iako su neki inspektori mislili da se slučajno sama ugušila ovratnikom vlastite haljine dok je bila u pijanom stanju.
- Elzabeth Jackson – prostitutka čiji su razni dijelovi tijela pronađeni i pokupljeni u Temzi između 31. svibnja i 25. lipnja 1889. Po izvještaju identificirana je po ožiljcima koje je imala prije nestanka i navodnog ubojstva.
- Alice McKenzie (nadimak »Clay Pipe« (hrv. glinena lula) Alice, koristila se pseudonimom Alice Bryant) rođena oko 1849., a ubijena 17. srpnja 1889. Uzrok smrti, prema izvještaju, bio je „prerez lijeve vratne arterije“, no na tijelu je pronađeno još rana i posjekotina.
- »Ubojstvo u ulici Pinchin« - naziv je koji je dan slučaju od 10. rujna 1889., kada je pronađen torzo u sličnom stanju kao i u »Whitehallskom misteriju«, iako ruke nisu bile odsječene. Nepotvrđene spekulacije iz tog vremena govore da je tijelo pripadalo Lydiji Hart, prostitutki koja je nestala prije umorstva. »Whitehallski misterij« i »Ubojstvo u ulici Pinchin« najvjerojatnije su bila djela serijskog ubojice kojemu je predložen nadimak »Ubojica od torza«. Pitanje jesu li Jack Trbosjek i »Ubojica od torza« jedna ili dvije različite osobe koje su imale neutvrđenu vezu jedan s drugim (djelujući u istom razdoblju) i danas je velika tema razgovora ripperologa.
- Frances Coles (znana i kao Frances Coleman i Frances Hawkins te pod nadimkom »Carrotty Nell«) rođena 1865., a ubijena 13. veljače 1891. Manje rane na glavi i leđima sugeriraju da je nasilno bačena na zemlju prije nego što joj je grkljan prerezan. Osim navedenih, na tijelu nije bilo nikakvih drugih ozljeda. Tijelo joj je pronađeno ispod željezničkog luka u Swallow Gardensu (Whitechapel). Ovo je bila 11. i posljednja žrtva u Londonskom policijskom izvještaju koja je ubijena u Whitechapelu.
- Carrie Brown (nadimak »Shakespeare«, vjerojatno zbog njezina citiranja Shakespeareovih stihova) rođena oko 1835., ubijena 24. travnja 1891. na Manhattanu u New York (SAD). Zadavljena je odjećom, a potom osakaćena nožem. Na tijelu joj je nađena velika rupa između nogu i abdomena i nekoliko jačih posjekotina na leđima i nogama. Nijedan organ nije odstranjen s mjesta zločina, iako je jedan jajnik nađen na krevetu. Ni danas nije jasno je li on ondje smješten namjerno ili se slučajno našao na krevetu tijekom procesa sakaćenja. Ubojstvo je uspoređeno s onima iz Whitechapela, no londonska policija izjavila je da ta dva zličina nisu povezana.

## Grafit u Ulici Goulston
Nakon „dvostrukog događaja” od ranog jutra 30. rujna, policija je pretražila okolicu mjesta zločina nastojeći naći bilo kakve sumnjivce, svjedoke ili dokaze. Oko 3:00 ujutro, policajac Alfred Long otkrio je krvavi komad tkanine na stubištu stambene kuće u Ulici Goulston. Istraga je kasnije potvrdila da je tkanina dio pregače Catherine Eddowes.
Na zidu koji se nalazio iznad tkanine nalazila se poruka napisana bijelom kredom. Alfred Long je izjavio da je poruka glasila: „Židovi su ti koji neće biti okrivljeni ni zbog čega” (eng. The Juwes are the men That Will not be Blamed for nothing). Neki drugi policajci, međutim, tvrdili su da je poruka glasila ovako: „Židovi nisu ti koji će biti okrivljeni ni zbog čega” (eng. The Juwes are not The men That Will be Blamed for nothing).
Policijski načelnik Thomas Arnold obišao je mjesto gdje se nalazio grafit. Bojao se da će po izlasku sunca i početkom radnog dana tisuće ljudi vidjeti poruku i da će to povećati već ionako prisutne antisemitske osjećaje stanovništva. Nakon ubojstva Nichoslove, po East Endu kružile su glasine da ubojstva izvršava Židov zvan »Kožna pregača«. Religijske tenzije ionako su bile velike, te se stanje više puta pogoršalo do ruba pobune. Arnold je naredio jednom službeniku da mu bude pri ruci sa spužvom dok se on konzultira sa šefom policije Sir Charlesom Warrenom. Pokrivanje grafita do dolaska fotografa također je bilo u planu, no Arnold i Warren (koji su obojica bili na stubištu gdje je bio grafit) smatrali su to preopasnim, a Warren je kasnije izjavio da je „smatrao poželjnim da se poruka odmah izbriše”.
Dok je grafit nađen na području Metropolitanske policije, pregača je bila od žrtve koja je ubijena u Cityju, dijelu Lonodona koji ima svoju policijsku jedinicu.
Neki časnici se nisu slagali s Warrenovom i Arnoldovom odlukom, pogotovo oni iz policijske jedinice Cityja, koji su smatrali da je poruka dio mjesta zločina te da se ona treba bar fotografirati prije brisanja, no poruka je izbrisana sa zida oko 5:30 ujutro.
Mnogi suvremeni policajci tvrde da je pisanje grafita bio polupismeni napad na židovsku populaciju tog dijela grada. Autor Martin Fido je zamjetio da je poruka sadržavala dvostruke negacije, česte značajke govora siromašnijeg londonskog stanovništva (cockney). Predlaže da bi prijevod grafita na književni engleski glasio ovako: „Židovi su ti koji neće preuzeti odgovornost ni za što” (eng. The Jews are men who will not take responsibility for anything), te nagađa da je poruku mogao napisati netko tko je mislio da ga je jedan od mnogih židovskih trgovaca u tom području prevario.
Veliko je neslaganje oko važnosti grafita u Trbosjekovu slučaju. Mnogi autori predložili su različita rješenja:
- Pisac Stephen Knight pretpostavio je da se Juwes (krivo pisanje riječi »Židovi« u engleskom izvorniku) ne odnosi na Židove nego na Jubelu, Jubela i Jubeluma, trojicu ubojica Hirama Abiffa, polulegendarne osobe među masonima, te da je poruka napisana od strane ubojice(ca) kao dio masonske urote, no nema dokaza da je itko osim Knighta riječ Juwes povezao s te tri osobe.
- Ubojica je napisao poruku, te je onda na mjestu poruke ostavio komad pregače kako bi povezao poruku i ubojstvo.
- Poruka na zidu već je bila ondje, te je ubojica uz nju ostavio komad tkanine kako bi dao podršku poruci.
- Poruka je već bila ondje, a ubojica je slučajno bacio tkaninu, bez ikakve želje da ukaže na vezu (možda čak i ne primjećujući poruku).
- Poruka je dodana nakon što je tkanina ostavljena na stubištu, vjerojatno malo nakon ubojstva, za koje se mislilo da se zbilo oko 1:45 ujutro, no prije otkrića tkanine oko 3:00 ujutro.

## Trbosjekova pisma
Tijekom Trbosjekovih ubojstava, policija i novine primile su tisuće pisama u vezi slučaja. Neka od njih bila su i od dobronamjernih osoba koje su davale savjete kako uhvatiti ubojicu. No, velika je većina smatrana beskorisnom i naknadno ignorirana.
Najzanimljivija od tih pisama so ona u kojima je autor pisma tvrdio da je Jack Trbosjek. Kao i kod ostalih, velika većina ovih pisama smatrana je lažnima. Mnogi stručnjaci tvrde da nijedno pismo nije pravo, no ona koja tadašnji i suvremeni autori navode kao moguće točna, ova su tri pisma:
- Pismo »Dear Boss« (hrv. pismo »Dragi šefe«) pismo je poslano 25. rujna 1888. od strane viktorijanskog serijskog ubojice Jacka Trbosjeka. Poslano je i primljeno 27. rujna u Središnjoj novinskoj agenciji (eng. Central News Agency) u Londonu, a Scotland Yardu dostavljeno je 29. rujna. Pismo je isprva smatrano lažnim, no nakon što je 30. rujna nađeno mrtvo tijelo Catherine Eddowes kojem je nedostajalo jedno uho, autorovo obećanje da će „dami odsjeći uši” privuklo je pozornost. Metropolitanska policija objavila je papirnate novčanice s njegovim faksimilima iz razglednice »Saucy Jacky« (koja je bila prvo pismo upućeno »šefu«) ne bi li netko prepoznao rukopis, no to nije imalo rezultata. Mnoge novine objavile su poruke u cijelosti, a one su nakon objavljivanja postale svjetski poznate. U njima se prvi put spominje ime »Jack Trbosjek« kojim se i danas naziva ubojicu i koje je ostavilo snažan dojam na javnost. Nakon ubojstava policija je tvrdila da je pismo i razglednica šala nekog lokalnog novinara.
- Razglednica »Saucy Jacky« (hrv. razglednica »Prgavi Jacky«) poruka je primljena 1888., a u njoj je potpisan serijski ubojica Jack Trbosjek. Pečatirana i primljena 1. studenog, razglednica spominje da su dvije žene ubijene jako blizu jedna drugoj „dvostruki događaj ovaj put”. Elizabeth Stride i Catherine Eddowes ubijene su u rano jutro 30. rujna, a dio Eddowesina uha nađen je otkinut na sceni zločina. Otkinuto uho bilo je rezultat strašnih sakaćenja lica što ih je izvršio ubojica. Neki autori tvrde da je pismo poslano prije ubojstava, tumačeći tako da je pismo pravo, jer šaljivac ne bi imao tako dobar uvid u zločin. No, pismo je pečatirano više od 24 sata poslije ubojstva, kad su novinari i građani već znali puno detalja. Policijski službenici kasnije su rekli da su identificirali određenog novinara kao autora razglednice i pisma »Dear Boss«.
- Pismo »From Hell« (hrv. pismo »Iz pakla«) ime je dano pismu što ga je 1888. poslala osoba koja je tvrdila da je zloglasni ubojica Jack Trbosjek. Iako je za vrijeme ubojstava poslano mnogo pisama koja je navodno napisao Trbosjek, ovo se pismo smatra jednim od rijetkih autentičnih. Za razliku od ranijeg pisma »Dear Boss« te razglednice »Saucy Jacky«, kao i ostalih pisama koja policija smatra lažnima (isključujući Bossa i Jacka), pismo »From Hell« nije potpisano pseudonimom »Jack Trbosjek«. Datirano je 15. studenog 1888., a sljedećeg ga je dana primio George Lusk, tadašnji predsjednik Whitechapelskog odjela za sigurnost građana. Pismo je odasalano u malom paketu koji je, kao što su liječnici ustvrdili, sadržavao i polovicu ljudskog bubrega sačuvanog u alkoholu. Ubojica je izvadio jedan bubreg Catherine Eddowes. Medicinska mišljenja bila su podjeljena oko pitanja je li bubreg doista pripadao C. Eddowes ili nije. Neki su službenici mislili da su bubreg nabavili studenti medicine i poslali ga poštom kao šalu.

Neki izvori govore kako je jedno pismo datirano 17. rujna 1888. prvo pismo u kojem je upotrijebljeno ime »Jack Trbosjek«. Mnogi stručnjaci misle da je to falsificirano pismo umetnuto u policijski dosje u 20. stoljeću, dugo nakon ubojstava. Stručnjaci govore kako pismo nema ni službeni policijski pečat s datumom primanja ni inicijale inspektora koji bi pismo pregledao da je ikad smatrano dokazom. Ono također nije spomenuto ni u jednom drugom policijskom dokumentu iz tog vremena.
Ispitivanja DNK koju su još uvijek u tijeku trebali bi dati određene rezultate.   Arhivirana inačica izvorne stranice od 28. srpnja 2007. (Wayback Machine)

## Istraga
Važno je primijetiti da su istražne tehnike i znanje uvelike napredovali od 1888. Mnoge forenzičke tehnike koje su danas opće poznate, nisu bile dostupne inspektorima iz viktorijanske ere. Vrijednost interpretiranja motiva serijskih ubojica, koncept kriminalističkog profiliranja, otisci prstiju i ostale metode forenzike koje su se u međuvremenu razvile, tada su bile ili slabo razvijene ili sasvim nepoznate. Policija je prepoznala seksualni motiv ili element u zločinima, no ovakvi zločini za njih su bili nepoznanica.
Istragu o whitechapelskim ubojstvima prvobitno je vodila Whitechapelska (H) divizija C. I. D., koju je vodio inspektor Edmund Reid. Nakon ubojstva Nicholsove, središnji ured Scotland Yarda poslao je inspektore Fredericka Abberlinea, Henryja Moorea i Waltera Andrewsa da pomognu u istrazi. Nakon ubojstva Eddowesove, koja je ubijena u Cityu, i cityjska policija pod vodstvom inspektora Jamesa McWilliama uključila se u istragu.
Dana 20. studenog 2006., britanski channel Five prikazao je sliku generiranu E-FIT-om koja je prikazivala sliku osobe za koju su autori tog dokumentarca mislili da je mogući izgled Jacka Trbosjeka. Navedena je izjava bivšeg člana Metropolitanske policije, Johna Grievea:
Stručnjaci za slučaj, uključujući i autora Stewarta P. Evansa, skeptični su po tom pitanju, naročito zbog činjenice da se skica lica radi prema saslušanjima živih svjedoka zločina, a inspektori koji su radili na slučaju rekli su da nitko nije dobro vidio ubojicu ili da ga je vidio samo jedan ili dva svjedoka, a sigurno ne navodnih »13 svjedoka«.
Whitechapelski odjel za sigurnost građana bila je skupina ljudi koji su patrolirali ulicama Londona za vrijeme ubojstava 1888. Odjel je Londonom patrolirao uglavnom noću u potrazi za ubojicom. 1888. vodio ga je George Lusk, a nakon njega dužnost je preuzeo Albert Bachert.

## Mediji
Trbosjekova ubojstva označuju važnu prekretnicu u modernom britanskom životu. Iako nije bio prvi serijski ubojica, slučaj Jacka Trbosjeka prvi je koji je stvorio svjetsko medijsko ludilo. Reforme zakona o tiskanju 1855. omogućile su tiskanje jeftinih novina s većom cirkulacijom. Te novine koje su poput gljiva nicale tijekom kasne viktorijanske ere, a među njima su bile brzocirkulirajuće novine s cijenom od tek oko pola penija, zajedno s popularnim časopisima kao što je Illustrated Police News, učinile su Trbosjeka predmetom dotad neviđena publiciteta. Ovo je, uz činjenicu da nitko nikad nije osuđen za ubojstva, stvorilo magičnu legendu koja je zasjenila sve kasnije serijske ubojice.
Neki misle da se ubojičino ime stvorili novinari kako bi imali zanimljiviju priču i bolje prodavali novine. Od tada je to postala standardna praksa s primjerima kao što su Bostonski davitelj, Ubojica iz Zelene rijeke, Sjekiraš iz New Orleansa, Snajperist iz Beltwaya i Hillsideski davitelj, i naravno derivativni britanski Jorkširski rasparač gotovo 100 godina kasnije i neimenovani počinitelj »Golih ubojstava iz Temze«, kojega su novine nazvale Jack Svlačitelj.
Siromašne iz East Enda imućno društvo dugo je ignoriralo, no priroda ubojstava i žrtava neizbježno je skrenula pažnju na njihov način života. Ta pažnja omogućila je socijalnim reformatorima tog vremena da konačno privuku pozornost imućnih staleža na loše stanje siromašnih. Jedno pismo Georgea Bernarda Shawa Staru sarkastično je komentiralo ovu iznenadnu zabrinutost tiska:

## Osumnjičeni
Danas postoje mnoge teorije o tome tko je zapravo bio Jack Trbosjek, no nijedna nije dokazana ni sa sigurnošću utvrđena, tako da njegov pravi identitet i danas ostaje tajna.

## Jack Trbosjek u popularnoj kulturi
Jack Trbosjek pojavio se u mnogim književnim djelima, ili kao glavi lik ili s nekom perifernom ulogom.
Za vrijeme umorstava, u kazalištu se izvodila dramska verzija Stevensonova romana Čudni slučaj Dr. Jekylla i G. Hydea. Tema o stravičnom ubojstvu na londonskim ulicama privukla je veliku pozornost, što je dovelo do toga da su neki članovi publike optuživali glavnog glumca da je on Trbosjek, no tu teoriju policija je sasvim odbacila.
Godine 2006. BBC History i njegovi čitatelji proglasili su Jacka Trbosjeka najgorim Britancem 19. stoljeća. (BBC)
Legenda o Trbosjeku i danas se koristi na East Endu, gdje posjetitelji mogu vidjeti mjesta ubojstava. The Ten Bells, viktorijanski pub koji je bio često okupljalište Trbosjekovih žrtava, bio je jedno od glavnih odredišta takvih turističkih putovanja. Da bi povećali zaradu, tijekom 1960-ih vlasnici su ime puba promijenili u Jack Trbosjek, no zbog protesta ponovno su mu vratili staro ime. Vjerna kopija te zgrade, izgrađena u Pragu, koristila se na snimanju filma Iz pakla.
Danas postoji više od 150 književnih djela koja se bave Jackom Trbosjekom kao stvarnim događajem, što ga svrstava među stvarne zločine o kojima se najviše pisalo u povijesti. Kompletna povijest Jacka Trbosjeka Philipa Sugdena danas se smatra najvjernijim vodičem kroz slučaj.  Od ranih 1990-ih postoji 6 časopisa o Trbojseku koji su se pojavili na tržištu: Ripperana (od 1992.), Ripperologist (od 1994., elektronički format samo od 2005.), Whitechapel Journal (1997. – 2000.), Ripper Notes (od 1999.), Ripperoo (2000. – 2003.) i The Whitechapel Society Journal (od 2005.).
Godine 2009., tvrtka Frogwares je izdala računalnu igru Sherlock Holmes versus Jack the Ripper, kao 5. igru iz serije igara o slavnom detektivu Sherlocku Holmesu. U ulozi Sherlocka Holmesa, ili nešto rjeđe Dr. Watsona, igrač mora, rješavajući razne zadatke, zagonetke, kombinirajući činjenice, proučavajući mjesta zločina i donoseći zaključke na temelju činjenica (dedukcija), otkriti tko je zloglasni Jack Trbosjek.
U talijanskom stripu Martin Mystère istraživač natprirodnog Richard Van Helsing otkriva da je za ubojstva odgovorna drevna demonska sila, podijeljena u nekoliko noževa koji prisiljavaju svoje vlasnike na ubijanje.

## Vanjske poveznice
- Napokon otkriven Jack Trbosjek? (14. VII. 2006.)  Arhivirana inačica izvorne stranice od 27. rujna 2007. (Wayback Machine)

- Casebook: Jack the Ripper sadrži široku zbirku tadašnjih novinskih izvješća o ubojstvima kao i članke suvremenih autora.
- The Metropolitan Police history of Jack the Ripper bavi se istragom o ubojstvima.
- The National Archives – Jack the Ripper sadrži slike i transkripte pisama pripisivanih Jacku Trbosjeku.
- Whitechapel Society 1888 udruga posvećena slučaju Jacka Trbosjeka, koja se dvaput mjesečno sastaje u Londonu i izdaje svoj bilten.